# 最後的證人 (1980年電影)
《最後的證人》（韓語：최후의 증인）為1980年韓國劇情電影，於1980年11月15日上映，片長158分鐘，由李斗鏞執導，世耕電影公司出品、製作及發行，河明中、丁允姬、崔佛岩主演，本片根據韓國作家金聖鍾的同名小說改編，是導演李斗鏞其中一部最高評價的經典代表作。
電影在1980年推出時，因當時嚴苛的電檢制度及電影本身題材敏感而被勒令把片長158分鐘的原版刪剪成90分鐘在戲院上映，上映後，全國只有7424人入場觀看，票房不佳，其後原版拷貝遺失，直到2002年，韓國電影資料館方面才找回原版拷貝，但是有4分鐘鏡頭遺失，之後經過韓國電影資料館方面修復後，在2002年4月26日於全州國際電影節重新上映，其後在2008年12月於韓國推出影碟。

## 劇情
故事講述吳炳浩探員被上級派往調查梁達洙及金重燁被殺的案件。在追查事件真相的過程中，吳炳浩開始接觸因該案受到牽連的人物，發現一個名叫黃巴宇的男子和梁達洙之間有瓜葛，並和梁達洙的情婦——酒吧女孫智慧見面。調查過程中，吳炳浩發現了一個驚人的秘密......
原來，20多年前的韓戰時期，智異山的游擊隊隊長孫錫鎮把藏寶圖和女兒智慧託付給姜萬鎬後被部下殺害。姜萬鎬喪心病狂強暴了年少的智慧，並使之懷孕，為了掩蓋真相，他放任游擊隊員輪姦了智慧。游擊隊員綁架了黃巴宇和韓東周一起同行。原本冷淡的黃巴宇對智慧產生憐憫之心。最後，游擊隊被逼至某小學校下方藏身。決心自首的姜萬鎬聯絡到了右翼青年團團長梁達洙。然而，梁達洙和游擊隊討伐軍將學校包圍，展開一場激戰。交火過後，只剩下姜萬鎬、孫智慧、黃巴宇、韓東周四人生還。智慧和黃巴宇結為夫婦，並告之姜萬鎬藏寶圖的事情，眾人一起去尋寶。梁達洙為了獨霸寶藏和孫智慧，誣告黃巴宇殺害了姜萬鎬，後買通檢察官（金重燁律師）將黃巴宇送進了監獄。智慧生下了黃巴宇的兒子，並託付給大姑姐，後迫於無奈做了梁達洙的情婦。飽經風霜的智慧為了籌集兒子的治療費不得不在酒館裡賣命工作，後與坐了二十年冤獄表現良好提前釋放的黃巴宇破鏡重圓。
後來，吳炳浩發現據稱被黃巴宇殺害的受害者韓東周原來還活著。於是吳炳浩找到韓東周的家人，而韓東周的手下卻把告密者清除掉，妨礙調查工作。一番曲折的取證後，梁達洙被殺的案件正式被搬上法庭，真相逐漸明朗化：泰英長大後得知父親的冤屈下定決心為其報仇，曾夥同梁達洙一起陷害黃巴宇並裝死隱姓埋名多年的姜萬鎬與梁達洙翻臉，教唆泰英將其殺死。泰英親手殺死了梁達洙和當年的檢察官，卻因受刺激過度而變得瘋狂，住進精神病院療養。黃巴宇和孫智慧的兒子泰英被指認為真正的罪魁禍首。剛結束牢獄生活不久的黃巴宇聽到自己的兒子被指控殺人，心亂如麻，索性把所有的罪責都攬到自己身上，留下一封遺書並服藥自殺，見到老公離開人世的孫智慧也步其後塵。
最後，吳炳浩終於了結懸案，解開了塵封20多年的秘密。但是，吳炳浩對於自己一手造成了黃巴宇一家的悲劇深感愧疚，也吞槍自殺了。

## 演員陣容
- 河明中（朝鲜语：하명중） 飾 吳炳浩
- 丁允姬（朝鲜语：정윤희） 飾 孫智慧
- 崔佛岩 飾 黃巴宇
- 玄吉洙（朝鲜语：현길수） 飾 姜萬鎬
- 韓惠淑 飾 趙海玉
- 李大根（朝鲜语：이대근） 飾 梁達洙
- 韓小龍（朝鲜语：한지일） 飾 金重燁
- 申禹澈 飾 廉記者
- 申東旭 飾 趙益鉉
- 太　一（朝鲜语：한태일） 飾 韓東周
- 尹一周（朝鲜语：윤일주 (배우)） 飾 金德煥
- 林海林（朝鲜语：임해림） 飾 朴
- 崔星湖 飾 孫錫鎮
- 李海龍（朝鲜语：이해룡 (배우)） 飾 許　植
- 朴鍾卨（朝鲜语：박종설） 飾 韓鳳周
- 鄭奎永 飾 劉　鎮

## 獎項

### 獲獎
- 第1屆韓國電影評論家協會獎（1980年）

- 「最佳男主角獎」：崔佛岩

## 重拍
- 2001年，韓國將此片剧情作了部分改动后重拍，名為《黑水仙（朝鲜语：흑수선）》（又名：《下一個死者》），在2001年11月15日上映；由裴昶浩（朝鲜语：배창호）執導，由李政宰、李美妍、安聖基、鄭俊浩主演。

## 外部連結
- 互联网电影数据库（IMDb）上《最後的證人》的资料（英文）
- 韩国电影数据库（KMDb）上《最後的證人》的資料